# Phù Đổng Ninh Bình
Der Phù Đổng Ninh Bình Football Club (vietnamesisch Câu lạc bộ bóng đá Phù Đổng Ninh Bình) ist ein vietnamesischer Fußballverein aus Hanoi. Der Verein spielt aktuell in der ersten Liga des Landes, der V.League 1.

## Geschichte
Der Verein wurde 2015 gegründet. Am Ende der Spielzeit 2024/25 feierte der Verein die Zweitligameisterschaft sowie den Aufstieg in die erste Liga.

## Erfolge
- Vietnamesischer Zweitligameister: 2024/25  ▲
- Vietnamesischer Drittligameister: 2018, 2020
- Vietnamesischer Viertligameister: 2016

## Stadion
Seine Heimspiele trägt der Verein im Ninh Bình Stadium in Hoa Lư in der Provinz Ninh Bình aus. Das Stadion hat ein Fassungsvermögen von 22.000 Personen.

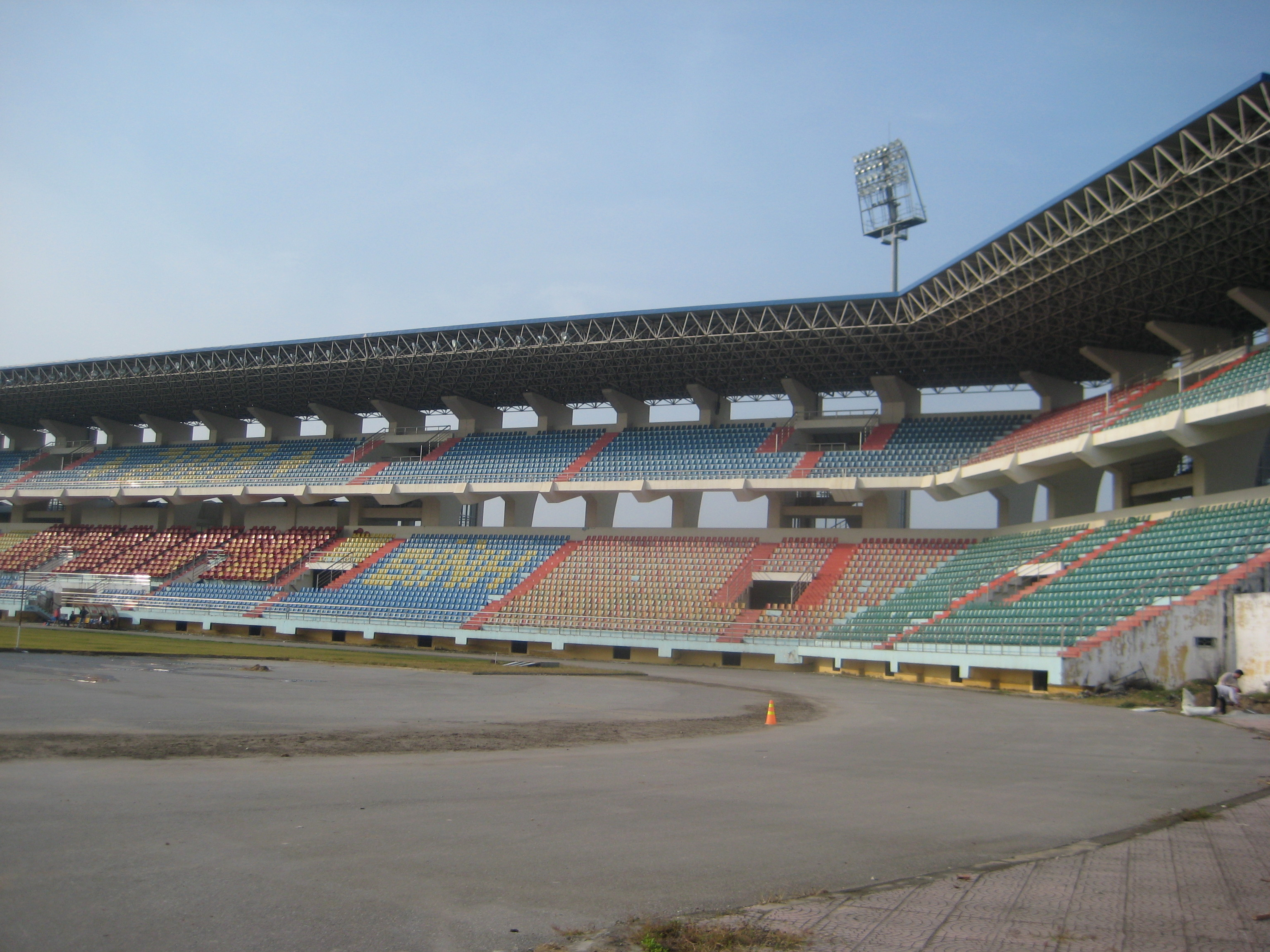
Ninh Bình Stadium

## Trainer
Stand: Juni 2025
| Trainer           | Nation  | von             | bis                |
| ----------------- | ------- | --------------- | ------------------ |
| Lê Đức Tuấn       | Vietnam | 1. Januar 2017  | 31. Mai 2019       |
| Nguyễn Trung Kiên | Vietnam | 1. Juni 2019    | 20. August 2022    |
| Nguyễn Quốc Bình  | Vietnam | 20. August 2022 | 30. November 2022  |
| Nguyên Văn Dân    | Vietnam | 1. Februar 2023 | 23. Juli 2024      |
| Trần Duy Quang    | Vietnam | 29. Juli 2024   | 30. September 2024 |
| Nguyễn Việt Thắng | Vietnam | 1. Oktober 2024 |                    |